# Karlum
Karlum település Németországban, Schleswig-Holstein tartományban. Lakosainak száma 213 fő (2023. december 31.). Karlum Lexgaard és Westre községekkel határos.

## Népesség
A település népességének változása:
| Lakosok száma | 226  | 215  | 218  | 211  | 211  | 213  |
|               | 1975 | 2017 | 2019 | 2021 | 2022 | 2023 |